# Onitis picticollis
Onitis picticollis är en skalbaggsart som beskrevs av Karl Henrik Boheman 1857. Onitis picticollis ingår i släktet Onitis och familjen bladhorningar. Inga underarter finns listade i Catalogue of Life.